# Knić
Knić (serbocroata cirílico: Кнић) es un municipio y villa de Serbia perteneciente al distrito de Šumadija del centro del país.
En 2011 tenía 14 237 habitantes, de los cuales 2166 vivían en la villa y el resto en las 26 pedanías del municipio. La mayoría de la población se compone étnicamente de serbios (14 081 habitantes).
Se ubica unos 15 km al suroeste de la capital distrital Kragujevac, junto al lago Gruža.

## Pedanías
Junto con Knić, pertenecen al municipio las siguientes pedanías:
- Bajčetina
- Balosave
- Bare
- Bečevica
- Borač
- Brestovac
- Brnjica
- Bumbarevo Brdo
- Vrbeta
- Vučkovica
- Grabovac
- Grivac
- Gruža
- Guncati
- Dragušica
- Dubrava
- Žunje
- Zabojnica
- Kikojevac
- Kneževac
- Konjuša
- Kusovac
- Lipnica
- Ljuljaci
- Oplanić
- Pretoke